# Antenne Zweibrücken
Antenne Zweibrücken ist ein privater Hörfunksender in Zweibrücken. Eigentümer ist die Dachholding The Radio Group. Eine Besonderheit des Senders ist, dass sich die Studios mit „aufwendiger Technik“ in Pirmasens befinden und dort für die Programme von Antenne Zweibrücken und Antenne Pirmasens gleichermaßen genutzt werden. Dennoch wird ein auf die Hörer von Antenne Zweibrücken zugeschnittenes Programm produziert.

## Programm
Der Fokus im Programm von Antenne Zweibrücken liegt auf regionalen Themen aus den Bereichen Politik, Wirtschaft, Gesellschaft, Kultur, Bildung und Sport. Halbstündlich wird das Programm durch Nachrichten aus der Region, Rheinland-Pfalz, Deutschland und der Welt sowie halbstündlichen lokalen Wetter- und Verkehrsmeldungen ergänzt. In den Sendezeiten am Mittag und frühen Nachmittag liegt der Sendeschwerpunkt auf dem Musikprogramm, das überwiegend aus einer Mixtur aus aktuellen Charts und populären Pop- und Rock-Hits aus den letzten 4 Jahrzehnten besteht. Der Sender sendet ein tägliches Liveprogramm zwischen 5:30 Uhr und 18 Uhr aus dem Funkhaus in der Pirmasenser Schlossgalerie. Zu den täglichen Moderatoren gehören Marion Walter, Lisa-Marie-Schulze und Kevin Schieber. An Werktagen zwischen 18 und 20 Uhr laufen spezielle Musiksendungen mit Hintergrundinformationen zu den gespielten Titeln, so z. B. das RockRadio mit zwei Stunden Rockmusik, La Boum – Die 80er Fete mit Hits aus den 80ern oder die Alex-Groß-Show mit Musik ausschließlich aus Deutschland. Jeden Donnerstag gibt es im Kinomagazin ab 18 Uhr alle Infos zu den aktuellen Kino-Charts.

## Empfang
Das Programm ist über UKW 91,60 MHz vom Funkturm Zweibrücken mit 200 Watt ERP zu empfangen. Empfangsgebiet ist die Stadt Zweibrücken und das nähere Umland. Außerdem wird der Sender in die örtlichen Kabelnetze eingespeist. Ein Livestream wird auf der Homepage des Senders angeboten.

## Weblink
- Offizielle Website von Antenne Zweibrücken